# خوالشینی
خوالشینی (به چکی: Chvalšiny) یک منطقهٔ مسکونی در جمهوری چک است که در ناحیه تشسکی کروملوو واقع شده‌است. خوالشینی ۲۷٫۹۶ کیلومتر مربع مساحت و ۱٬۱۹۹ نفر جمعیت دارد و ۶۷۱ متر بالاتر از سطح دریا واقع شده‌است.